# Альтхайм (Верхняя Австрия)
Альтхайм (нем. Altheim) — город  в Австрии, в федеральной земле Верхняя Австрия.
Входит в состав округа Браунау-ам-Инн.  Население составляет 4810 человек (на 31 декабря 2005 года). Занимает площадь 22,62 км². Официальный код  —  40401.

## Политическая ситуация
Бургомистр коммуны — Харальд Хубер (АПС) по результатам выборов 2021 года.
Совет представителей коммуны (нем. Gemeinderat) состоит из 31 места.
- АНП занимает 8 мест.
- СДПА занимает 5 мест.
- АПС занимает 11 места.
- Народная свобода-фундаментальные права 1 место